# Dream High
Dream High (coréen : 드림하이, Deurim hai) est une série télévisée sud-coréenne diffusé en 2011 sur KBS2.
Le drama a été populaire auprès des adolescents, avec une audience moyenne de 18 à 20 % sur l'ensemble de la saison. Un épisode spécial, appelé Dream High Special Concert, où le casting se produit sur une scène près de Séoul, a été diffusé le 1er mars 2011, le lendemain de la fin de la série.
Une suite, Dream High 2, est sortie l'année suivante avec une distribution différente.
La série a été rediffusée sur KBS1 du 2 août au 5 septembre 2013 à 13:00, juste après KBS News 12.

## Synopsis
Go Hye Mi est une jeune fille à qui tout réussi. Elle suit avec succès des cours d'opéra, a obtenu une bourse pour l’école de musique Juilliard et a une amie prête à tout pour lui faire plaisir. En revanche, sa situation familiale n'est guère glorieuse. Sa mère est morte, son père vient de faire faillite et est parti pour échapper à ses créanciers la laissant seule, sa sœur et elle. Leur maison est saisie et elles sont obligées d'aller habiter chez leur professeur de musique du lycée artistique Kirin. Le créancier de leur père oblige Go Hye Mi à entrer à cette école.Yoon Baek Hee, sa meilleure amie, propose donc à Hye Mi de passer elle. Celle-ci ce laisse convaincre. Pourtant, elle déteste la musique que produit cette école, considérant que la pop est bien inférieure à l'opéra...

## Distribution

### Personnages principaux
- Suzy (Miss A) : Go Hye Mi

Destinée à devenir une chanteuse d'opéra, elle fut contrainte de se mettre à la K-pop pour rembourser les dettes de son père.
- Kim Soo Hyun : Song Sam Dong

Un campagnard, prodige de la musique et possédant une maladie rare.
- Ok Taec Yeon (2PM) : Hyun Si Hyuk [Jin Guk]

Il a des relations tendus avec son père, un politicien, qui ne l'a pas reconnu à la naissance.
- IU : Kim Pil Suk.

Elle était découragée de poursuivre la musique car timide et en surpoids. Elle possède l'oreille absolue.
- Jang Wooyoung (2PM) : Jason

Un danseur né aux États-Unis qui prévoit de faire ses débuts artistique en Corée.
- Hahnm Eunjung (T-ara) : Yoon Baek Hee

Ancienne meilleure amie de Go Hye Mi. Les deux deviennent les pires ennemies après la trahison de Hye Mi lors de l'audition d'entrée à Kirin.

### Personnages secondaires
- Ahn Gil Kang : Ma Doo Shik
- Ahn Sun Young : Kang Oh Sun (grande sœur de Oh Hyuk)
- Ahn Seo Hyun : Go Hye Sung (petite sœur de Hye Mi)
- Lee Hye Sook : Song Nam Boon (la mère de Sam Dong)
- Choi Il Hwa : Hyun Moo Jin (père de Jin Guk)
- Park Hyuk Kwon : Go Byung Jik (père de Hye Mi)
- Park Hwi Soon : un camarade de chambre de Jin Guk (ep 1-2, 5)

#### Professeurs de Kirin
- Um Ki Joon : Kang Oh Hyuk
- Lee Yoon-ji : Shi Kyung Jin
- Park Jin Young : Yang Jin Man
- Lee Byung Joon : Principal Shi Bum Soo
- Lee Yoon Mi : Maeng Seung Hee
- Baek Won Kil : Gong Min Chul
- Bae Yong Jun : Président Jung Ha Myung (ep 1-4)
- Joo Young Hoon : le professeur de composition (ep 11)

#### Étudiants de Kirin
- Jun Ah Min : Jo In Sung (ami de Jin Guk)
- JOO : Jung Ah Jung
- Han Ji Hoo : Park Do Joon
- Yoon Young Ah : Lee Lia
- Park Jin Sang : Jun Tae San
- Han Bo Reum : Ha So Hyun

#### Caméos
- Sumi Jo : elle-même (ep1)
- Kim Hyun Joong : lui-même (ep1)
- Song Hae : l'invité du variety show (ep2)
- Kang Yi Suk : Jin Guk enfant (ep5)
- Nichkhun : le partenaire de Lee Lia dans le spot de publicité (ep8)
- Bae Noo Ri : un étudiant de Kirin (ep8)
- Koo Jun Yup : lui-même (ep9)
- Chansung : le petit ami imaginaire de Oh Sun (ep12)
- Leeteuk : lui-même (ep13)
- Eunhyuk : lui-même (ep13)
- Miss A et 2AM : les danseurs du flash mob (ep16)
- Dal Shabet : une étudiante de Kirin de la classe à Baek Hee (ep16)
- Park Eun Bin : Hye Sung à 16 ans (ep16)

## Bande originale
| No  | Titre                               | Artiste(s)                                                 | Durée |
| --- | ----------------------------------- | ---------------------------------------------------------- | ----- |
| 1.  | 드림하이 (Dream High)               | Taecyeon, Wooyoung, Suzy, Kim Soo-hyun, Ham Eun-jeong, JOO | 3:47  |
| 2.  | Someday                             | IU                                                         | 3:38  |
| 3.  | My Valentine (feat. Park Jin-young) | Taecyeon & Nichkhun                                        | 4:07  |
| 4.  | 못 잊은 거죠 (If)                   | Park Jin Young                                             | 3:55  |
| 5.  | Maybe                               | Sunye                                                      | 3:01  |
| 6.  | 사랑하면 안될까 (Can't I Love You)  | Changmin & Jinwoon                                         | 3:35  |
| 7.  | 가지마 (Don't Go)                   | Jun.K & Lim Jeong-hee                                      | 4:20  |
| 8.  | 어떤이의 꿈 (A Part of This Dream)  | San E (feat. So Hyang des POS)                             | 3:16  |
| 9.  | 겨울아이 (Winter Child)             | Suzy                                                       | 3:39  |
| 10. | Dreaming                            | Kim Soo-hyun                                               | 3:42  |
| 11. | 못 잊은 거죠 (Inst.) (If)           | Park Jin-young                                             | 3:55  |
| 12. | Maybe (Inst.)                       | Sunye                                                      | 3:01  |

## Diffusion internationale
- KBS2 (2011)
- KBS World
- TBS
- Channel 7
- HTV2
- 8TV
- Indosiar et RTV
- ETTV
- Drama 1/TVB J2
- Xing Kong et Hunan TV
- ABS-CBN
- Panamericana Televisión
- Etc TV
- SERTV Canal 11
- TRT Okul: avec le titre turc Büyük Hayaller
- MBC4
- MTV
- 8TV
- El Arna et Khabar
- E City
- Canal 13

## Récompenses et nominations
| Année | Récompense                                | Catégorie                                      | Nominations                                                  | Résultats  |
| ----- | ----------------------------------------- | ---------------------------------------------- | ------------------------------------------------------------ | ---------- |
| 2011  | 47th Baeksang Arts Awards                 | Meilleur Espoir Directeur (TV)                 | Lee Eung-bok                                                 | Nomination |
| 2011  | 47th Baeksang Arts Awards                 | Meilleur Espoir Masculin (TV)                  | Kim Soo-hyun                                                 | Nomination |
| 2011  | 47th Baeksang Arts Awards                 | Meilleur Espoir Masculin (TV)                  | Park Jin Young                                               | Nomination |
| 2011  | 47th Baeksang Arts Awards                 | Meilleur Espoir Féminin (TV)                   | Suzy                                                         | Nomination |
| 2011  | 47th Baeksang Arts Awards                 | Acteur Populaire (TV)                          | Kim Soo-hyun                                                 | Nomination |
| 2011  | 47th Baeksang Arts Awards                 | Acteur Populaire (TV)                          | Park Jin Young                                               | Nomination |
| 2011  | 47th Baeksang Arts Awards                 | Actrice Populaire (TV)                         | Suzy                                                         | Nomination |
| 2011  | 47th Baeksang Arts Awards                 | Actrice Populaire (TV)                         | IU                                                           | Nomination |
| 2011  | 47th Baeksang Arts Awards                 | Actrice Populaire (TV)                         | Ham Eun-jeong                                                | Nomination |
| 2011  | 4th Korea Drama Awards                    | Meilleur Auteur                                | Park Hye-ryun                                                | Nomination |
| 2011  | 4th Korea Drama Awards                    | Meilleur Second Rôle Masculin                  | Uhm Ki-joon                                                  | Nomination |
| 2011  | 4th Korea Drama Awards                    | Meilleur Second Rôle Féminin                   | Lee Yoon-ji                                                  | Nomination |
| 2011  | 4th Korea Drama Awards                    | Meilleur Espoir Masculin                       | Kim Soo-hyun                                                 | Lauréat    |
| 2011  | 4th Korea Drama Awards                    | Meilleur Espoir Féminin                        | Suzy                                                         | Nomination |
| 2011  | 4th Korea Drama Awards                    | Acteur le Plus Populaire                       | Kim Soo-hyun                                                 | Lauréat    |
| 2011  | 6th Seoul International Drama Awards      | Meilleure Mini-série                           | Dream High                                                   | Nomination |
| 2011  | 13th Mnet Asian Music Awards              | Meilleure Bande Originale                      | "Someday" - IU                                               | Nomination |
| 2011  | SKY PerfecTV! Awards                      | Grand Prix                                     | Dream High                                                   | Lauréat    |
| 2011  | SKY PerfecTV! Awards                      | Hallyu Award                                   | Kim Soo-hyun                                                 | Lauréat    |
| 2011  | 5th International Drama Festival in Tokyo | Award du Drama Etranger                        | Dream High                                                   | Lauréat    |
| 2011  | 3rd Bugs Music Awards                     | Bande Originale de l'Année                     | "My Valentine" - Ok Taecyeon & Nichkhun feat. Park Jin Young | Lauréat    |
| 2011  | KBS Drama Awards                          | Prix d'Excellence, Actrice dans une Mini-série | Suzy                                                         | Nomination |
| 2011  | KBS Drama Awards                          | Meilleur Espoir Masculin                       | Kim Soo-hyun                                                 | Lauréat    |
| 2011  | KBS Drama Awards                          | Meilleur Espoir Masculin                       | Park Jin Young                                               | Nomination |
| 2011  | KBS Drama Awards                          | Meilleur Espoir Féminin                        | Suzy                                                         | Lauréat    |
| 2011  | KBS Drama Awards                          | Meilleur Espoir Féminin                        | IU                                                           | Nomination |
| 2011  | KBS Drama Awards                          | Meilleur Second Rôle Féminin                   | Lee Yoon-ji                                                  | Lauréat    |
| 2011  | KBS Drama Awards                          | Meilleure Jeune Actrice                        | Ahn Seo-hyun                                                 | Nomination |
| 2011  | KBS Drama Awards                          | Prix de Popularité                             | Kim Soo-hyun                                                 | Lauréat    |
| 2011  | KBS Drama Awards                          | Prix de Popularité                             | Suzy                                                         | Nomination |
| 2011  | KBS Drama Awards                          | Meilleur Couple                                | Kim Soo-hyun & Suzy                                          | Lauréat    |
| 2011  | KBS Drama Awards                          | Meilleur Couple                                | Ok Taec Yeon & Suzy                                          | Nomination |
| 2011  | KBS Drama Awards                          | Meilleur Couple                                | Wooyoung and IU                                              | Nomination |
| 2011  | Cyworld Digital Music Awards              | Chanson du Mois (Février)                      | "Dreaming" - Kim Soo-hyun                                    | Lauréat    |
| 2012  | Rose d'Or                                 | Jeunesse                                       | Dream High                                                   | Lauréat    |
| 2012  | 7th Seoul International Drama Awards      | Drama Coréen d'Exception                       | Dream High                                                   | Nomination |
| 2012  | 7th Seoul International Drama Awards      | Actrice Coréenne d'Exception                   | Suzy                                                         | Nomination |
| 2013  | USTv Choix des Étudiants                  | Meilleur Mélodrame                             | Dream High                                                   | Lauréat    |

## Adaptations
Le drama a été adapté en comédie musicale au Japon, avec Yuya Matsuhita et Nanaka du groupe Bright jouant respectivement les rôles de Song Sam Dong et Go Hye Mi. Elle a été jouée au Nouveau Théâtre National de Tokyo du 3 au 20 juillet 2012 et produite par "Dream High : Musical Production Committee" (composé de TBS, Avex Live Creative, Nelke Planning et Lawson HMV Entertainement)
Après la publication de Dream High Special Making Book en février 2011 (contenant aussi bien la vie des coulisses et des photos que des interviews spéciales avec les membres de la distribution), un roman photo en deux volumes est sortie, reprenant des images du drama.

## Support physique
Un coffret DVD est édité en France courant 2012 par Dramapassion.

### Sources
- (en) Cet article est partiellement ou en totalité issu de l’article de Wikipédia en anglais intitulé « Dream High » (voir la liste des auteurs).

- (ko) Cet article est partiellement ou en totalité issu de l’article de Wikipédia en coréen intitulé « 드림하이 » (voir la liste des auteurs).